# Saint-Cyprien, Corrèze
Saint-Cyprien là một xã thuộc tỉnh Corrèze trong vùng Nouvelle-Aquitaine miền trung Pháp.